# Lisa-Marie Vizaniari
Lisa-Marie Vizaniari, född 14 december 1971, är en friidrottare från Australien. Hon deltog vid olympiska sommarspelen 1996 och olympiska sommarspelen 2000.